# Bilo jednom na Divljem zapadu
Bilo jednom za Divljem zapadu (eng. Once Upon a Time in the West; tal. C'era una volta il West) je epski špageti-western Sergia Leonea iz 1968. godine.
Neki kritičari proglasili su ga "najvećim vesternom svih vremena".
U glavnim ulogama pojavljuju se Henry Fonda, u neobičnoj ulozi razbojnika Franka, Charles Bronson kao "Harmonica", Jason Robards kao dobroćudni bandit Cheyenne, i Claudia Cardinale kao Jill, novopečena udovica s burnom prošlošću.
Film je prvi dio djelomično nepovezane epske trilogije, filmova koji se bave društvenim i političkim problemima američke povijesti. Uslijedio je film Za šaku dinamita 1971. godine, a 1984. Bilo jednom u Americi.

## Radnja
Priča počinje s trojicom muškaraca na izoliranoj željezničkoj stanici u Arizoni. Ploča pokazuje kako će vlak iz Flagstonea kasniti dva sata. Vlak konačno stiže i ostavlja za sobom čovjeka koji svira harmoniku (Charles Bronson). On upita za zloglasnog razbojnika Franka (Henry Fonda), s kojim se trebao sastati. Sam Frank nije došao, ali je poslao trojicu svojih ljudi kako bi smjestili misterioznom strancu. Jedan od njih kaže "izgleda da smo kratki za jednog konja", jer su tu samo tri konja za četiri čovjeka. Bronson odvraća, "Doveli ste dva viška." Uslijedi obračun. Bronson ubija svu trojicu, ali biva ranjen.
Na zabačenoj farmi McBainovih, "Sweetwater", Brett McBain (Frank Wolff) i njegova obitelj pripremaju gozbu u čast dolaska njegove nove žene, Jill (Claudia Cardinale). No, ubijaju ih Frank i njegova banda, koji ostavljaju djelić kožnog kaputa kakav nosi banda dobroćudnog bandita Cheyennea (Jason Robards) kako bi prebacili krivnju na njega.
Ubrzo nakon toga, Jill stiže u Flagstone vlakom iz New Orleansa i uzima kočiju do farme McBainovih. Na putu, vozač svraća u jednu nastambu, a Jill pođe za njim. Nakon glasne pucnjave (koja se čuje, ali ne vidi), ulazi Cheyenne sa svojom zatvorskom pratnjom. Čovjek s harmonikom je također tamo, a Cheyenne ga jednostavno nazove "Harmonica". Uzima njegov pištolj i upotrijebi ga kako bi presjekao lisice. Stižu njegovi ljudi, a on im dobaci, "Došli ste baš na vrijeme... da pokopate moju pratnju." Primijetivši kapute na Cheyenneovim ljudima, Harmonica mu ispriča za raniji obračun: "Vidio sam tri ovakva kaputa maloprije; čekali su vlak. Ispod kaputa su bila trojica muškaraca. ... U muškarcima su bila tri metka." Cheyenne odvrati kako je priča luda jer se nitko osim njegovih ljudi ne bi usudio nositi takve kapute u tim krajevima, a njegovi ljudi i ne bi bili pobijeni.
Dok se Jill približava farmi McBainovih, ugleda skupinu ljudi kako stoje ispred. Šokira se nakon što je ugledala svog mrtvog muža i njegovu djecu. Ljudi su došli jer su očekivali da će biti gosti na vjenčanju, ali Jill im priopći kako se udala za McBaina mjesec dana prije u New Orleansu - trebalo je to biti iznenađenje. Pri završetku sprovoda pronalazi se lažni dokaz koji je Frank podmetnuo, a ljudi pokreću potjeru za Cheyenneom. Jill ostaje na farmi i počne pretraživati kuću u potrazi za nečim vrijednim, jer joj je McBain rekao da je bogat. Pronalazi samo makete zgrada, uključujući model željezničke stanice.
Sljedeće jutro stižu Cheyenne i njegova banda. Potjera ga je proganjala cijelu noć sve dok im nije umaknuo u pustinji. Došao je vidjeti mjesto svog navodnog zločina. Jill poslužuje kavu, a između njih dvoje se javi obostrano poštovanje. On odlazi. Zatim se pojavljuje Harmonica s onim što se isprva čini kao prijeteća gesta prema Jill, ali je on zaštiti od dvojice Frankovih ljudi poslanih da je ubiju. Rješava ih se s lakoćom, a Cheyenne, promatrajući iz daljine, ugleda kako Harmonica ne samo da svira, nego je i odličan revolveraš.
Frank radi kao plaćeni ubojica za željezničkog tajkuna Mortona (Gabriele Ferzetti). Morton je htio da Frank prestraši McBaina, ne da ga ubije. Obogaljen i umirući od raka kostiju, Morton rijetko napušta svoj raskošni vagon. Frank je s njim otkad je počeo graditi prugu od Atlantika, a Morton se nada da će dosegnuti Pacifik prije nego što umre. Frank sam ima ambicije da postane biznismen - možda da čak preuzme Mortonovo carstvo - ali mu Morton kaže, "Nikad nećeš postati kao ja." Frank ne shvaća da je novac samo oružje moćnije od pištolja.
Jill dolazi u grad kako bi razgovarala vlasnikom praonice, Wobblesom. Želi dogovoriti sastanak s Frankom. Harmonica počne slijediti Wobblesa do Mortonova vlaka i ušulja se unutra, ali ga ubrzo otkrivaju. Frank upita tko je on, ali Harmonica mu samo da imena ljudi koje je Frank ubio. Frank ubija Wobblesa, a njegovi ljudi svežu Harmonicu. On odlazi kako bi uhvatio Jill, dok tri njegova čovjeka ostaju kako bi čuvali Harmonicu. Cheyenne se također ušuljao u vlak - ubija Frankove ljude, ali poštedi Mortona. On i Harmonica odlaze spasiti Jill.
Na farmu je stigla oprema za gradnju osam građevina. Harmonica kaže Cheyenneu da je McBain znao da željeznica mora proći kroz Sweetwater kako bi došla do izvora vode. McBain je kupio materijal kako bi pretvorio farmu u mali grad, a pribavio je prava da sam upravlja željezničkom stanicom, ostvarujući svoj san. Potrepštine je platio gotovinom, pa one sada pripadaju Jill. Ugovor (koji je Harmonica vidio) određuje da stanica mora biti izgrađena kad pruga dođe do nje, a Cheyenne angažira svoje ljude na gradnji.
Te noći Frank iskorištava otetu Jill, u isto je vrijeme vrijeđajući zbog njene prošlosti (prije nego što se udala za McBaina, bila je prostitutka u New Orleansu). Ona mu se podaje kako bi izbjegla sigurnu smrt. Frank počne razmišljati o udaji za nju kako bi dobio zemlju, ali zna da neće biti dobar muž: "Šteta. Moramo smisliti drugo rješenje - jednostavnije, brže."
U velikom saloonu u Flagstoneu održava se aukcija na kojoj se prodaje posjed Bretta McBaina. Jill je tu, dok predsjeda šerif (Keenan Wynn). Frank ima plan da kupi McBainovu farmu jeftino: njegovi ljudi ponude 500 dolara i zastraše druge da se ne pokušavaju cjenkati. Ali Harmonica i Cheyenne imaju svoj plan. Harmonica ponudi pet tisuća dolara i "dostavi" traženog odmetnika Cheyennea za cijenu u toj vrijednosti.
Šerif stavlja Cheyennea na vlak u novi zatvor u Yumi, ali su na vlaku i dvojica Cheyenneovih ljudi. U saloonu, Jill čestita Harmonici na dobrom poslu, ali on joj kaže kako nije uložio u zemlju. Stiže Frank, a Jill odlazi na kat kako bi se okupala. Frank ponovno upita tko je on, ali Harmonica mu samo daje još imena Frankovih žrtava. Frank kaže, "Platio si 5000 dolara za nešto što pripada meni" (imao je namještenu aukciju). Ponudi Harmonici 5001 dolar i pokuša ga zastrašiti: "Uhvatio si se u nešto veće od sebe. Imaš šansu izvući se, bolje ti je da je prihvatiš." Umjesto odgovora, Harmonica ubaci srebrni dolar u svoju praznu čašu kako bi platio piće. Farma je Jillina.
Mortonu su dosadile Frankove krvničke metode, a vidi kako mu izmiče san o dosezanju Pacifika. Zaustavivši se izvan grada u svom vlaku, pozove četvoricu Frankovih ljudi na partiju pokera. Umjesto karata počne dijeliti velike iznose novca kako bi kupio njihovu odanost. Jedan odjaše u grad kako bi obavijestio druge i oni počnu čekati Franka da izađe iz saloona. Harmonica misteriozno počne štititi Franka od ubojica i pušta ga da pobjegne. Ovo razljuti Jill, koja Franka želi vidjeti mrtva, ali Harmonica joj objasni da puštanje da ga ubiju nije ista stvar kao njegovo spašavanje. Frank dolazi u Mortonov vlak i ugleda krvoproliće nakon velikog obračuna između njegove i Cheyenneove bande. Morton je ranjen i umire. Frank ga umalo dokrajči, ali se predomišlja, a Morton umire puzajući prema lokvi blata.
Postavljači pruge su stigli u Sweetwater, a radnici dovršavaju stanicu i izgrađuju grad. Harmonica čeka Franka na vratima Jilline kuće, ali Cheyenne stiže prvi i ulazi unutra kako bi popio kavu s njom. On se opere i malo obrije. Preporuči Jill da odnese vode radnicima i pusti im da se nagledaju prelijepe žene. Ona mu kaže da muškarci kao što su on i Harmonica nisu za nju. "Muškarci koji imaju nešto u sebi", reče on, "nešto u vezi smrti."
Frank konačno stiže na vrata i kaže, "Znam da ćeš mi sada reći što tražiš." Harmonica odvraća, "Tek kad budeš umirao." Frank kaže, "Znam", i njih dvojica se počnu namještati za dvoboj. Harmonicin motiv za osvetu otkriva se u flashbacku. Mnogo godina prije toga, Frank je objesio Harmonicina starijeg brata. Harmonica, koji je tada bio dječak, bio je prisiljen stajati ispod svog brata, koji je stajao na dječakovim ramenima s omčom oko vrata. Obojici su ruke bile svezane iza leđa. Njegov brat bio bi obješen nakon što bi dječak posrnuo. Frank mu je rekao da "održi svog dragog brata sretnim" i stavio mu harmoniku u usta. Brat mu je umro, a on je ostao žedan osvete. Sada se suočava s Frankom u konačnom obračunu. Harmonica povlači svoj potez; muškarci potežu i opale. Frank izgubi. Dok umire Frank ponovno upita, "Tko si ti?" Harmonica strga s vrata staru, istrošenu harmoniku i stavi je Franku u usta. Frank se prisjeti vješanja i zaklima slabo u znak da je razumio. Umire.
Harmonica ulazi u kuću kako bi pokupio svoju opremu. Jill upita hoće li se ikad vratiti u Sweetwater, a on odgvori nejasno "Jednom." Odlazi i Cheyenne. Dok dvojica odlaze, Cheyenne se zaustavlja, silazi s konja i pada na tlo. Harmonica odlazi po njega i shvati kako ga je Morton pogodio u trbuh. Cheyenne zamoli Harmonicu da ne gleda dok on umire, a Harmonica skreće pogled dok nije ugledao kako je ovaj umro. Harmonica odnosi tijelo, prebačeno preko Cheyenneova konja. Stiže vlak na novopostavljenim tračnicama, a Jill odnosi vrč vode radnicima.

## Glumci
| Glumac            | Uloga        |
| ----------------- | ------------ |
| Henry Fonda       | Frank        |
| Claudia Cardinale | Jill McBain  |
| Jason Robards     | Cheyenne     |
| Charles Bronson   | Harmonica    |
| Gabriele Ferzetti | Morton       |
| Paolo Stoppa      | Sam          |
| Woody Strode      | Stony        |
| Jack Elam         | Snaky        |
| Keenan Wynn       | Šerif        |
| Frank Wolff       | Brett McBain |
| Lionel Stander    | Barmen       |

## Pregled

### Porijeklo filma
Nakon što je snimio Dobar, loš, zao, Leone se htio povući od snimanja vesterna. Naišao je na roman Harryja Greya The Hoods, autobiografsku priču o židovskoj četvrti za vrijeme prohibicije, te ju je planirao prenijeti na film (to će 17 godina poslije postati njegov posljednji film, Bilo jednom u Americi). Međutim, Leoneu su filmske kompanije nudile samo vesterne. United Artists (koji je producirao "dolarsku trilogiju") ponudio mu je priliku da snimi film s Charltonom Hestonom, Kirkom Douglasom i Rockom Hudsonom, ali Leone je odbio. Ali, kad mu je Paramount ponudio veliki budžet i suradnju s Henryjem Fondom, njegovim omiljenim glumcem s kojim je htio raditi od početka karijere, Leone je prihvatio.
Krajem 1966. je pozvao tadašnje filmske kritičare (i buduće redatelje) Bernarda Bertoluccija i Darija Argenta da mu pomognu u nastanku filma. Trojica muškaraca provela su veći dio sljedeće godine gledajući i raspravljajući o brojnim klasičnim vesternima (kao što su Točno u podne, Željezni konj, Komančerosi i Tragači) u Leoneovoj kući, te stvorili priču sastavljenu od raznih dijelova starih klasičnih vesterna.
Leone je kasnije angažirao i Sergia Donatija, koji je radio s njim na nekoliko njegovih filmova, da mu pomogne prepraviti scenarij, kako bi skratio film prije kraja produkcije. Većinu nezaboravnih dijaloga napisali su Donati i engleski redatelj dijaloga, bivši američki glumac Mickey Knox, emigrant.

### Stil
Leone je za Bilo jednom na Divljem Zapadu izabrao drugačiji stil koji se razlikuje od njegovih ranijih vesterna. Dok su "dolarski" filmovi dosjetljivi i brzi, slavljeničke parodije ikona divljeg zapada, Bilo jednom na Divljem Zapadu je mnogo sporiji i mračniji što se teme tiče. Leoneov jedinstveni stil, koji se dosta razlikuje, ali pod utjecajem, filma Akire Kurosawe, Saga o judu, još je prisutan, ali se mijenjao s početkom Leoneove druge, tzv. "bilo jednom" trilogije. Likovi u ovom filmu također su značajno različiti od svojih prethodnika iz "dolarske" trilogije. Nisu toliko definirani i, što je neobično za Leoneove likove do tada, počinju se mijenjati (ili bar pokušavaju) tijekom priče. Ovo nagovještava početak druge faze Leoneova stila, koji će se razviti u filmovima Za šaku dinamita i Bilo jednom u Americi.

### Teme i motivi
Glavni motiv filma je željeznica; ona nagovještava dolazak civilizacije i kulture, označavajući smrt mitskog Divljeg Zapada. Odumiru stari kulturni heroji pred zoru modernog svijeta, gdje je najvažniji obični čovjek. Leone je Zapad smatrao posljednjim okružjem staromodnih junaka, a film je nostalgični pogled unatrag. Paralelno s tim, film zaokružuje priču o starim holivudskim vestern junacima i legendama, kako sugerira naslov filma. Konačni obračun između Harmonice (Bronson) i Franka (Fonda) dovode te poruke u središte pozornosti. Druga velika tema filma je voda. Transformacija glavne junakinje Jill (Cardinale) događa se zbog vode na njenoj zemlji, a postoji još nekoliko scena u kojima se pije ili poslužuje voda. Izvor i voda imaju središnju ulogu u priči kao gorivo koje hrani Novi Zapad, a Tihi ocean je Mortonova motivacija za gradnju transkontinentalne pruge.

### Ritam
Film uključuje duge, spore scene u kojima ima vrlo malo dijaloga i malo toga se događa, koje razbija kratko i iznenadno nasilje. Leone je bio zainteresiraniji za rituale prije samog nasilja nego nasilja kao takvog. Ton filma je konzistentan sa suhom polupustinjom u kojoj se priča odvija, a obojen je osjećajem realizma koje je u suprotnosti s opširno koreografiranom pucnjavom.

### Glazba
Glazbu za film napisao je Ennio Morricone, dugogodišnji Leoneov suradnik, a skladao ju je pod Leoneovom palicom prije početka snimanja filma.
Glazbene teme odnose se na glavne likove kao lajtmotivi, kao i na duh američkog Zapada. Leoneova želja je bila da mu je glazba dostupna tijekom snimanja.

## Filmske reference
Leoneova namjera bila je uzeti konvencije američkih vesterna Johna Forda, Howarda Hawksa i drugih i preraditi ih u ironičnom stilu, okrećući njihovu originalnu namjenu kako bi ostvario mračnije značenje. Najočigledniji primjer je angažiranje veterana i dobrog momka Henryja Fonde u ulozi Franka, ali ima i mnogo drugih, diskretnijih obrata. Prema filmskom kritičaru i povjesničaru Christopheru Fraylingu, film se referira na tridesetak klasičnih američkih vesterna:
- Točno u podne. Uvodna scena je slična početku filma Točno u podne, u kojem tri negativca (Lee Van Cleef, Sheb Wooley i Robert J. Wilke) čekaju na stanici dolazak vođe njihove bande (koji se također zove Frank, a glumi ga Ian MacDonald) koji dolazi vlakom u podne. U uvodnoj sceni Bilo jednom na Divljem Zapadu, tri razbojnika (Jack Elam, koji se pojavio u manjoj ulozi i u Točno u podne, Woody Strode i Al Mulock) čekaju na stanici. No, period čekanja opisuje se u dugoj osmominutnoj sekvenci, a vlak stiže nekoliko sati poslije podne, a putnik na njemu je junak filma (Charles Bronson), a ne razbojnik. Scena je poznata po korištenju prirodnih zvukova: škripave vjetrenjače, pucketanja zglobova i pokušaju Jacka Elama da odbije muhu. Prema jednoj glasini, Leone je uloge ponudio trojici negativaca iz filma Dobar, loš, zao, Clintu Eastwoodu, Lee Van Cleefu i Eliju Wallachu.
- U 3:10 za Yumu. Kultni vestern Delmera Davesa uvelike je utjecao na film. Najočitija referenca je kratki razgovor između šerifa i Cheyennea, u kojem govore kako će poslati potonjeg u zatvor u Yumu. Osim toga, kao i u Zapadu glavnog negativca igra glumac (Glenn Ford) koji obično glumi pozitivce. Scena u kojoj Van Heflin prati Forda na željezničku stanicu izbjegavajući u isto vrijeme zasjedu njegove bande vjerojatno je inspirirala zasjedu za Franka od strane njegovih ljudi u Leoneovu filmu.
- Komančerosi. Prezime McBain i ime grada Sweetwater dolaze iz ovog filma.
- Johnny Gitara. Lik Jill McBain navodno je temeljen na liku Vienne koju je glumila Joan Crawford, a Harmonica na naslovnom junaku kojeg je glumio Sterling Hayden. Neki od glavnih elemenata priče (naseljenici vs. željeznica) možda su preuzeti iz ovog filma.
- Željezni konj. Zapad ima nekoliko suptilnih referenci na ovaj film, uključujući niskokutni kadar jurećeg vlaka s početka filma i kadar vlaka koji stiže u Sweetwater na kraju filma.
- Shane. U sceni masakra u Zapadu mali Jimmy McBain lovi sa svojim ocem, baš kao što Joey lovi sa svojim ocem u Shaneu. Sprovod McBainovih je gotovo u potpunosti preuzet iz Shanea.
- Tragači. Leone je priznao da su tijekom masakra McBainovih šuštanje grmlja, utihnuće cvrčaka i letenje fazana bili motivi kako bi se sugerirala nadolazeća opasnost, preuzeti iz Tragača.
- Čarobnjak. Na kraju ovog filma, Henry Fonda nosi odjeću sličnu kostimu koji je nosio u Zapadu. Osim toga, u Čarobnjaku se može čuti i razgovor o majkama između Fonde i Dorothy Malone koji je sličan onom između Cheyennea i Jill. Konačno, u Čarobnjaku Fonda udara bogalja kojem ispadaju štake, kao Mortonu u Zapadu.
- Sedmorica veličanstvenih. U ovom filmu, Charles Bronson rezbari komadić drveta. U Zapadu čini isto, samo u drugom kontekstu.
- Čovjek koji je ubio Libertyja Valancea. Kaputi koje nose Frank i njegovi ljudi tijekom masakra podsjećaju na one koje nose Liberty Valance (Lee Marvin) i njegovi ortaci u prvom pojavljivanju u filmu. Osim toga, scena aukcije u Zapadu snimana je s namjerom da podsjeti na scenu izbora u Libertyju Valanceu.
- Posljednji sumrak. Završni obračun Franka i Harmonice je snimljen gotovo identično kao dvoboj između Kirka Douglasa i Rocka Hudsona u ovom filmu.
- Dvoboj na suncu. Lik Mortona, obogaljenog željezničkog tajkuna u Zapadu, temeljen je na liku kojeg u ovom filmu glumi Lionel Barrymore.
- Moja draga Klementina. U izbačenoj sceni u Zapadu Frank se brije pomoću parfema u brijačnici, kao i Wyatt Earp (Fonda) u ovom filmu.

Suprotno uvriježenom mišljenju, ime grada "Sweetwater" nije preuzeto iz nijemog spektakla Vjetar Victora Sjöströma. Bernardo Bertolucci je izjavio kako je pogledao kartu jugozapada Sjedinjenih Država, pronašao ime grada u Arizoni i odlučio se ubaciti ga u film. No, "Sweetwater" - zajedno s likom zvanim McBain - se pojavljuje i u vesternu Michaela Curtiza Komančerosi.

## DVD izdanje
Nakon godina velike potražnje, Paramount Pictures je 18. studenog 2003. objavio dvostruko "specijalno kolekcionarsko izdanje" filma.
Dodaci uključuju komentar filmskih stručnjaka i povjesničara kao što su John Carpenter, John Milius, Alex Cox, filmski povjesničar i Leoneov biograf sir Christopher Frayling, dr. Sheldon Hall, kao i glumaca Claudije Cardinale i Gabrielea Ferzettija i redatelja Bernarda Bertoluccija, suscenarista filma.
Na drugom disku se nalaze specijalni dodaci, uključujući tri novija dokumentarca:
An Opera Of Violence
The Wages Of Sin
Something To Do With Death
Osim toga, tu se nalaze i kratki film Railroads: Revolutionizing the West, lokacijske i produkcijske galerije, profili glumaca i originalni foršpan.

## Priznanja
Iako nije bio popularan kao filmovi iz "dolarske trilogije", film Bilo jednom na Divljem Zapadu smatra se Leoneovim najcjenjenijim djelom, zajedno s filmovima Dobar, loš, zao i Bilo jednom u Americi.

## Pogreške
- Brettova kćer pjeva pjesmu "Danny Boy" dok čeka dolazak Jill McBain. Stihovi ove pjesme napisani su tek 1910.
- Mladi Harmonica ima tamne smeđe oči dok su u onog odraslog one zelene.
- Harmonika koju Frank stavlja u dječakova usta je na udici, ali u nekoliko kadrova nije. Udica se ponovno pojavljuje u sceni Frankove smrti.

## Citati
Frank: "Kako vjerovati čovjeku koji nosi remen i tregere? Čovjek ne vjeruje ni vlastitim hlačama."
Cheyenne: "Hajde, sviraj, Harmonica! Sviraj tako da ne možeš pričati gluposti!"
Morton: "Dok god koristiš glavu, ne možeš izgubiti."
Cheyenne: "Znaš li išta o čovjeku koji hoda uokolo i svira harmoniku? To je netko koga bi zapamtio. Umjesto da priča, on svira. A kad svira bolje, govori."
Cheyenne: "Znaš, Jill, podsjećaš me na moju majku. Ona je bila najveća kurva u Alamedi i najbolja žena koja je ikad živjela. Tko god je bio otac, sat vremena ili mjesec dana - mora da je bio sretan čovjek."
Morton: "Nije loše. Čestitam! Reci mi, je li bilo potrebno sve ih pobiti? Samo sam ti rekao da ih prestrašiš."

Frank: "Ljudi se više uplaše kad umiru."
Cheyenne: "Ne razumiješ, Jill. Takve ljude koji imaju nešto u sebi... nešto u vezi smrti."

## Zanimljivosti
- Glumac Al Mulock (koji se pojavljuje u uvodnoj sceni s vlakom, kao i u filmu Dobar, loš, zao) počinio je samoubojstvo u kostimu skočivši s balkona svoje hotelske sobe. Frank Wolff, koji glumi McBaina, također je počinio samoubojstvo u Rimu u hotelu 1971.
- Sergio Leone ulogu Harmonice prvo je ponudio Clintu Eastwoodu - kad ga je ovaj odbio, angažirao je Charlesa Bronsona. Leone je tada pokušao okupiti tri zvijezde iz filma Dobar, loš, zao u ulogama trojice muškaraca koji čekaju vlak na stanici.
- Iako je originalni scenarij imao 436 stranica, samo ih se 12 odnosi na dijalog.
- Henry Fonda prvo je odbio ulogu Franka, pa je Leone odletio u New York da ga uvjeri, kazavši mu: "Zamisli ovo: kamera prikazuje kako odmetnik ubija djecu koja bježe. Zatim mu otkriva lice... pa to je Henry Fonda." Nakon sastanka s Leoneom, Fonda je nazvao prijatelja Elija Wallacha, koji mu je savjetovao da snimi film i dodao kako će se provesti kao nikad u životu.

## Vanjske poveznice
- Bilo jednom na Divljem Zapadu u internetskoj bazi filmova IMDb-a
- Bilo jednom na Divljem Zapadu na Rotten Tomatoes
- Bilo jednom na Divljem Zapadu  Arhivirana inačica izvorne stranice od 19. lipnja 2010. (Wayback Machine) na Spaghetti Western Database
- Recenzija DVD izdanja filma
- Stills of monument valley